# Uchtspringe
Uchtspringe is een plaats en voormalige gemeente in de Duitse deelstaat Saksen-Anhalt, en maakt deel uit van de Landkreis Stendal. Het in het kader vermelde aantal inwoners betreft alleen Uchtspringe zelf, de andere dorpen in deze Ortschaft zijn niet meegeteld.
Tot Uchtspringe behoren ook de kleinere dorpen Börgitz en Wilhelmshof, met naar schatting respectievelijk bijna 400 en ruim 100 inwoners. 
Sinds 1 januari 2010 is de plaats een stadsdeel van de ruim 20 km ten oosten van Uchtspringe gelegen stad Stendal. De verder westelijk gelegen plaats Gardelegen is 15 à 20 km van Uchtspringe verwijderd.
Door Uchtspringe lopen de Bundesstraße 188, alsmede de spoorlijn Berlijn - Lehrte, waaraan de plaats een stoptreinstation heeft.
In Uchtspringe ontspringt de rivier de Uchte, die ook door Stendal zelf stroomt. De bron en de omgeving daarvan zijn een natuurreservaat.
In de plaats is sedert 1893 een groot psychiatrisch ziekenhuis gevestigd. Later opende ook een Duits Forensisch psychiatrisch centrum er zijn deuren.
Ten zuiden van de plaats ligt een 360 tot 450 km2 groot bos- en heidegebied. Dit lijkt geologisch en landschappelijk enigszins op de Lüneburger Heide, en de Veluwe in Nederland. Het gebied heet Colbitz-Letzlinger Heide en is grotendeels militair oefenterrein (Truppenübungsplatz Altmark), maar er zijn ook paden, die (meestal) zijn opengesteld voor wandelaars.
In 1994 nam de Bundeswehr het verlaten Russische militaire complex over, vernieuwde het en richtte er een gevechtstrainingscentrum voor de landmacht in (Gefechtsübungszentrum Heer, afgekort: GefÜbZH). Het terrein ligt voor meer dan de helft binnen de buurgemeente Gardelegen.
Schnöggersburg, hemelsbreed 6 km ten zuiden van Uchtspringe, is een imitatie van een stad, gebouwd voor militaire training. Er wordt geoefend in het huis-aan-huisgevecht in stadsguerilla-oorlogssituaties.

## Afbeeldingen

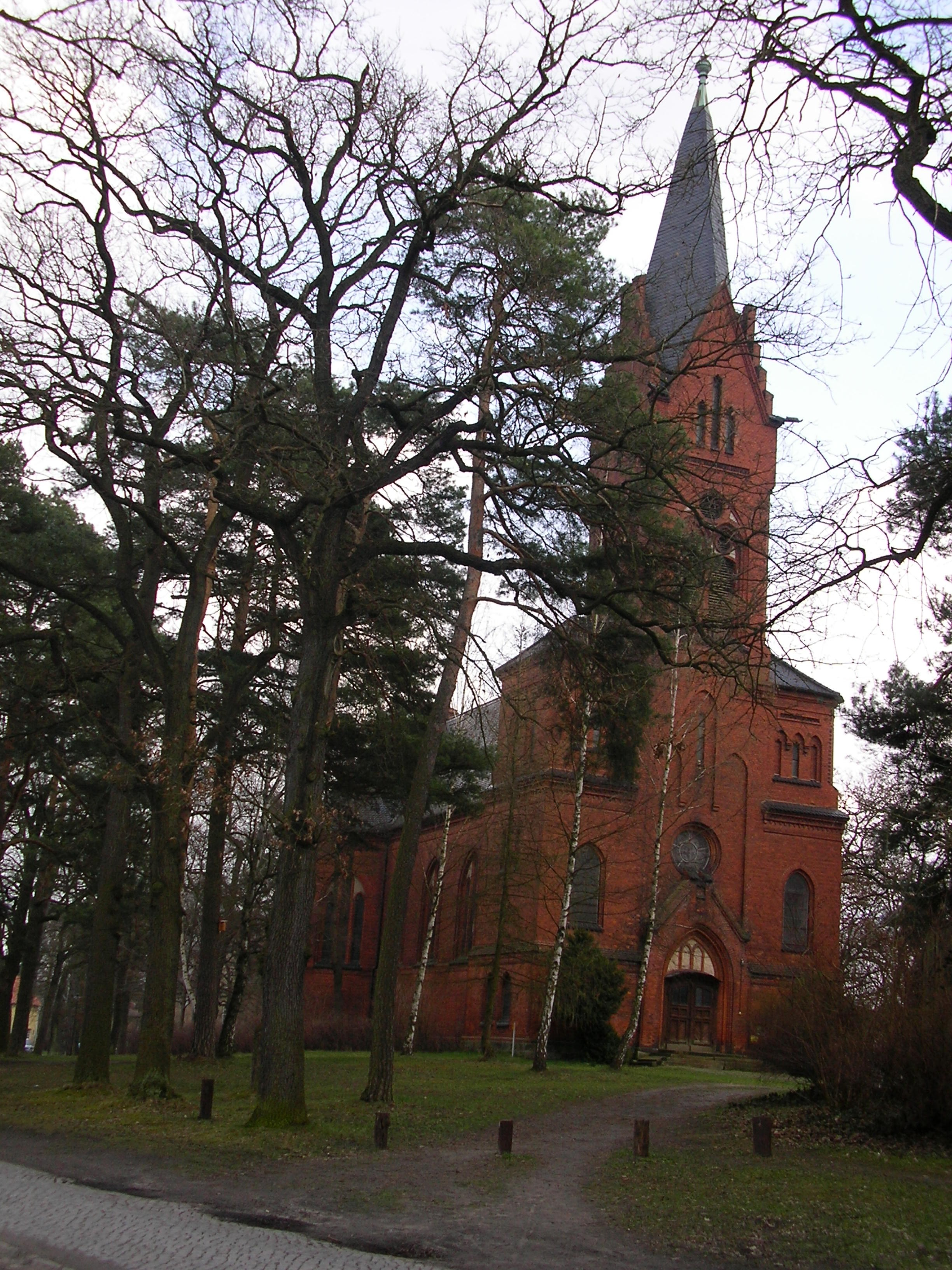
Kerk in Uchtspringe (1899)
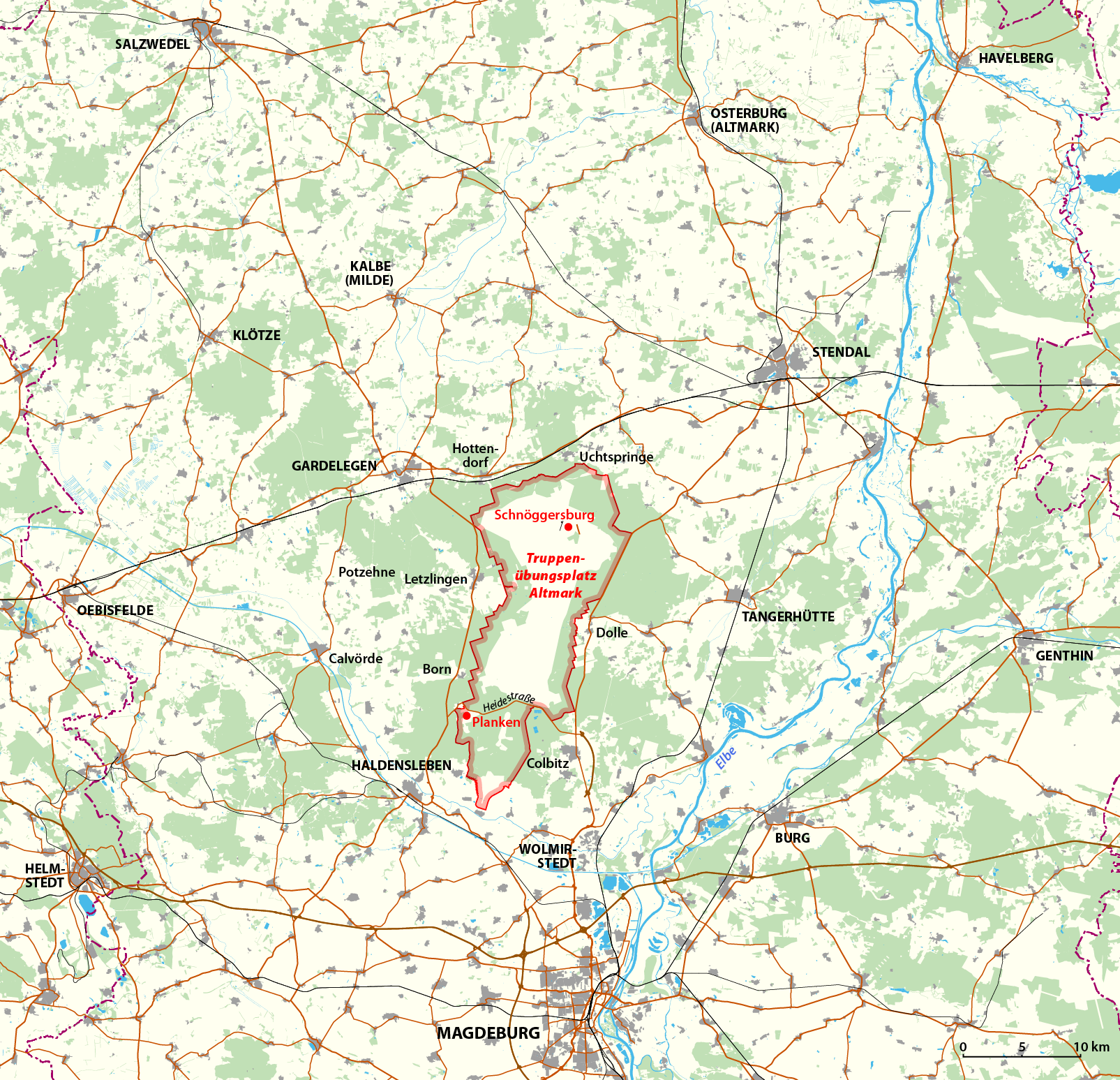
Situering militair terrein TrÜbPl Altmark (232 km2)
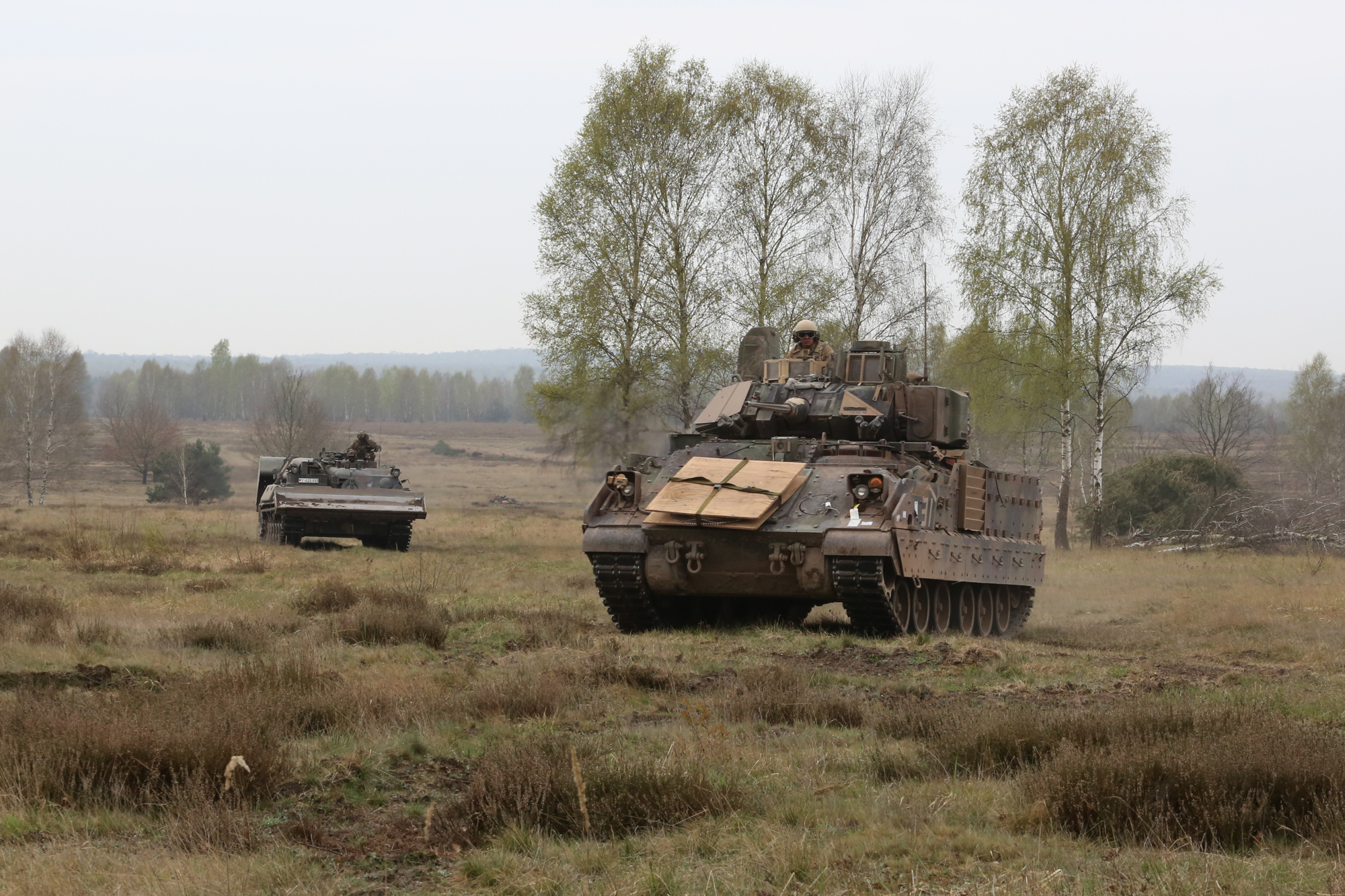
Militaire oefening op de heide, 2015
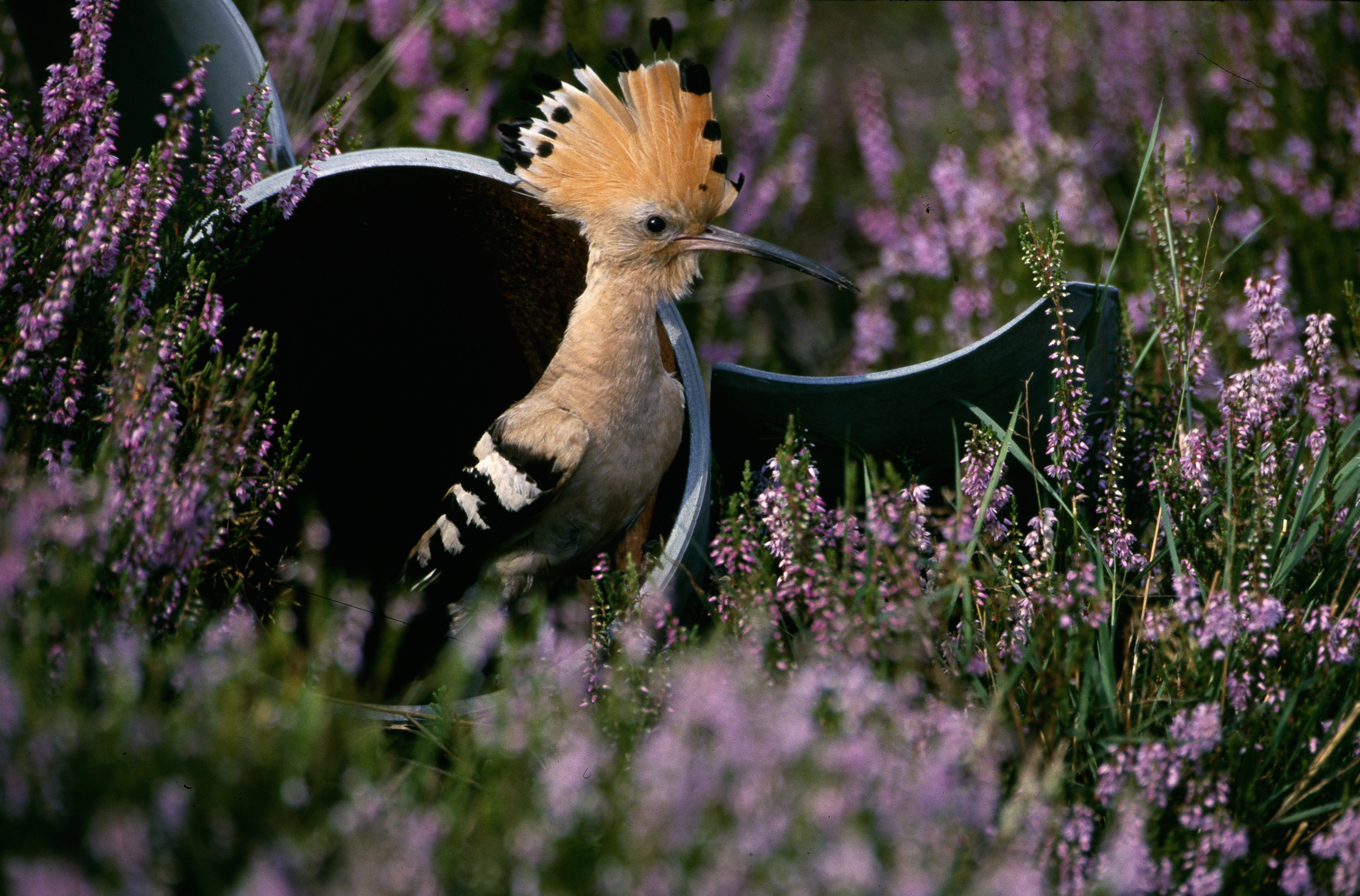
Hop, een beschermde vogel, op een afgeschoten raket op het oefenterrein